# Élections législatives de 1876 en Corse
Les élections législatives de 1876 ont eu lieu les 20 février et 5 mars 1876

## Résultats à l'échelle du département
| Partis         | Partis              | Premier tour | Premier tour | Deuxième tour | Deuxième tour | Sièges |
| Partis         | Partis              | Voix         | %            | Voix          | %             | Sièges |
| -------------- | ------------------- | ------------ | ------------ | ------------- | ------------- | ------ |
|                | Bonapartistes       | 26 888       | 57,87        | 6 572         | 52,96         | 3      |
|                | Union républicaine  | 6 261        | 13,47        |               |               | 1      |
|                | Gauche républicaine | 5 056        | 10,88        | 0             |               |        |
|                | Divers              | 4 498        | 9,68         | 5 837         | 47,04         | 0      |
|                | Centre gauche       | 4 078        | 8,78         |               |               | 0      |
|                |                     |              |              |               |               |        |
| Inscrits       | Inscrits            | 69 229       | 100,00       | 18 252        | 100,00        | 4      |
| Votants        | Votants             | 47 210       | 68,19        | 12 580        | 68,92         |        |
| Abstentions    | Abstentions         | 12 019       | 31,81        | 5 672         | 31,07         |        |
| Blancs et nuls | Blancs et nuls      | 745          | 1,58         | 171           | 1,36          |        |
| Exprimés       | Exprimés            | 46 465       | 98,42        | 12 409        | 98,64         |        |

## Résultats par arrondissement

### Arrondissement d'Ajaccio
| Candidats      | Candidats                   | Étiquette          | Premier tour | Premier tour | Deuxième tour | Deuxième tour |
| Candidats      | Candidats                   | Étiquette          | Voix         | %            | Voix          | %             |
| -------------- | --------------------------- | ------------------ | ------------ | ------------ | ------------- | ------------- |
|                | Eugène Rouher               | Bonapartiste       | 5 653        | 48,51        | 6 572         | 52,96         |
|                | Napoléon-Jérôme Bonaparte   | Divers             | 4 498        | 38,60        | 5 837         | 47,04         |
|                | Dominique François Ceccaldi | Union républicaine | 1 818        | 15,60        |               |               |
|                |                             |                    |              |              |               |               |
| Inscrits       | Inscrits                    | Inscrits           | 18 295       | 100,00       | 18 252        | 100,00        |
| Votants        | Votants                     | Votants            | 11 997       | 65,58        | 12 580        | 68,92         |
| Abstention     | Abstention                  | Abstention         | 6 298        | 34,42        | 5 672         | 31,07         |
| Blancs et nuls | Blancs et nuls              | Blancs et nuls     | 344          | 2,87         | 171           | 1,36          |
| Exprimés       | Exprimés                    | Exprimés           | 11 653       | 97,13        | 12 409        | 98,64         |

### Arrondissement de Bastia
| Candidats      | Candidats        | Étiquette      | Premier tour | Premier tour |
| Candidats      | Candidats        | Étiquette      | Voix         | %            |
| -------------- | ---------------- | -------------- | ------------ | ------------ |
|                | Eugène Rouher    | Bonapartiste   | 8 790        | 66,81        |
|                | Patrice de Corsi | Républicain    | 4 367        | 33,19        |
|                |                  |                |              |              |
| Inscrits       | Inscrits         | Inscrits       | 20 326       | 100,00       |
| Votants        | Votants          | Votants        | 13 219       | 65,03        |
| Abstention     | Abstention       | Abstention     | 7 107        | 34,97        |
| Blancs et nuls | Blancs et nuls   | Blancs et nuls | 62           | 0,47         |
| Exprimés       | Exprimés         | Exprimés       | 13 157       | 99,53        |

### Arrondissement de Calvi
| Candidats      | Candidats                  | Étiquette          | Premier tour | Premier tour |
| Candidats      | Candidats                  | Étiquette          | Voix         | %            |
| -------------- | -------------------------- | ------------------ | ------------ | ------------ |
|                | Ernest Arrighi de Casanova | Bonapartiste       | 2 535        | 55,96        |
|                | Paul Savelli               | Union républicaine | 1 306        | 28,83        |
|                | Antoine Giudice Graziani   | Républicain        | 689          | 15,21        |
|                |                            |                    |              |              |
| Inscrits       | Inscrits                   | Inscrits           | 6 493        | 100,00       |
| Votants        | Votants                    | Votants            | 4 848        | 74,67        |
| Abstention     | Abstention                 | Abstention         | 1 645        | 25,33        |
| Blancs et nuls | Blancs et nuls             | Blancs et nuls     | 318          | 6,56         |
| Exprimés       | Exprimés                   | Exprimés           | 4 530        | 93,44        |

### Arrondissement de Corte
| Candidats      | Candidats         | Étiquette      | Premier tour | Premier tour |
| Candidats      | Candidats         | Étiquette      | Voix         | %            |
| -------------- | ----------------- | -------------- | ------------ | ------------ |
|                | Denis Gavini      | Bonapartiste   | 6 804        | 62,53        |
|                | Léonard Limperani | Centre gauche  | 4 078        | 37,47        |
|                |                   |                |              |              |
| Inscrits       | Inscrits          | Inscrits       | 16 138       | 100,00       |
| Votants        | Votants           | Votants        | 10 896       | 67,52        |
| Abstention     | Abstention        | Abstention     | 5 242        | 32,48        |
| Blancs et nuls | Blancs et nuls    | Blancs et nuls | 14           | 0,13         |
| Exprimés       | Exprimés          | Exprimés       | 10 882       | 99,87        |

### Arrondissement de Sartène
| Candidats      | Candidats                | Étiquette          | Premier tour | Premier tour |
| Candidats      | Candidats                | Étiquette          | Voix         | %            |
| -------------- | ------------------------ | ------------------ | ------------ | ------------ |
|                | Hector Alexandre Bartoli | Union républicaine | 3 137        | 50,25        |
|                | Jean-Charles Abbatucci   | Bonapartiste       | 3 106        | 49,75        |
|                |                          |                    |              |              |
| Inscrits       | Inscrits                 | Inscrits           | 8 020        | 100,00       |
| Votants        | Votants                  | Votants            | 6 250        | 77,93        |
| Abstention     | Abstention               | Abstention         | 1 783        | 22,07        |
| Blancs et nuls | Blancs et nuls           | Blancs et nuls     | 7            | 0,11         |
| Exprimés       | Exprimés                 | Exprimés           | 6 243        | 99,89        |